# Hedeskoga
Hedeskoga is een plaats in de gemeente Ystad, in de Zweedse provincie Skåne län en het landschap Skåne. De plaats heeft 280 inwoners (2005) en een oppervlakte van 19 hectare.